# 普勒熱什蒂鄉
46°39′10″N 26°59′07″E / 46.6529°N 26.9853°E
普勒熱什蒂鄉（羅馬尼亞語：Comuna Prăjești, Bacău），是羅馬尼亞的鄉份，位於該國東北部，由巴克烏縣負責管轄，面積23平方公里，海拔高度179米，2007年人口2,617，人口密度每平方公里114人。